# 桂文紅 (4代目)
4代目 桂 文紅（かつら ぶんこう、1932年4月19日 - 2005年3月9日）は、上方落語の落語家（上方噺家）。出囃子は『お兼晒し』。本名：奥村 須賀男、もしくは奥村 寿賀男。

## 来歴
立命館大学に通いながら電線会社に勤務していた時に、組合の文化祭で落語を演じ、後に素人コンクールで2位となった。上方落語の世界初の大学卒業の噺家だった。
1955年（昭和30年）3月、4代目桂文團治に入門。桂文光を名乗る。
1959年2月、4代目桂文紅を襲名。1970年代前半に、3代目桂文我と二人会を催し、「文文コンビ」と称された。
上方落語においては、「上方落語四天王」（6代目笑福亭松鶴、5代目桂文枝、3代目桂米朝、3代目桂春団治）とその弟子たちの中間の世代であった。
50代からは尼崎市の「でやしき寄席」「きふね寄席」を中心に活動し、最後の高座は死去の年の1月28日、「でやしき寄席」での『胴取り』だった。
2005年（平成17年）3月9日、死去。これによって4代目文團治の直系は断絶した。

## 人物
持ちネタは『鬼あざみ』『島巡り』『浮世床』『初天神』『天神山』『堀川』『袈裟御前』など。また、「青井竿竹」のペンネームで執筆活動もおこなった。新作では『ぜんざい公社』をアレンジした一人に挙げられている。

## 著書
- 4代目桂文我 編集『若き飢エーテルの悩み 桂文紅日記 清く、正しく…面白く』青蛙房、2009年12月、ISBN 4790502872

## CD
- 落語 昭和の名人完結編 25 桂文我／桂文紅／桂春蝶／林家染語楼（2012年1月、小学館）＊「首の̪仕替え」収録。